# 월산초등학교 (전남)
월산초등학교는 대한민국 전라남도 담양군 월산면 화방리에 있는 공립 초등학교이다.

## 학교 연혁
- 2023 01. 06 제88회 졸업(졸업생 총수 5,305명)
- 2022. 09. 01 제32대 정월선 교장 부임
- 2017. 03. 01 특수 학급 설치(2학급)
- 2009. 02. 13 병설유치원 증축
- 1996. 10. 15 교실 2실 신축
- 1996. 03. 01 월산초등학교로 교명 변경
- 1995. 03. 01 월산북국민학교 통합
- 1993. 03. 01 월산동국민학교 통합
- 1992. 03. 01 특수 학급 설치 (1학급)
- 1990. 12. 31 학교 급식 실시 (전교생 동시 실시)
- 1981. 03. 01 병설유치원 설립인가 (1학급)
- 1941. 04. 01 월산공립국민학교 (교명 변경)
- 1938. 04. 01 월산공립심상소학교(6년제) (교명 변경)
- 1932. 06. 15 월산공립보통학교(4년제) (개교)

## 참고 자료
- 월산초등학교 - 한국교육학술정보원 학교알리미